# آلفرد ال. ورکر
آلفرد ال. وِرکِر (انگلیسی: Alfred L. Werker؛ ۲ دسامبر ۱۸۹۶ – ۲۸ ژوئیهٔ ۱۹۷۵) یک کارگردان اهل ایالات متحده آمریکا که مابین سال‌های ۱۹۱۷ تا ۱۹۵۷ میلادی به فعالیت مشغول بود.
از جمله آثار وی به عنوان کارگردان، می‌توان از فیلم‌های کیت کارسون (۱۹۲۸)، خانه روتشیلت (۱۹۳۴)، ماجراهای شرلوک هولمز (۱۹۳۹)، شوک (۱۹۴۶) و به زور اسلحه (۱۹۵۵) نام برد.